# Огрен, Джейс
Джейс Джон Огрен (англ. Jayce John Ogren; род. 1 февраля 1979, Хокуиам, штат Вашингтон) — американский дирижёр и композитор.
Окончил Колледж Святого Олафа в Нортфилде (Миннесота) как композитор (2001), затем Консерваторию Новой Англии как дирижёр (2003). Далее стажировался в Стокгольмском филармоническом оркестре под руководством Алана Гилберта и в Кливлендском оркестре под руководством Франца Вельзер-Мёста. В 2007—2008 гг. несколько раз дирижировал Международным современным ансамблем в Нью-Йорке, в 2009 г. дебютировал в Лондоне с Симфоническим оркестром Би-би-си.
Дирижировал мировыми премьерами Симфонии для сломанного оркестра Дэвида Лэнга и оперы Джека Перлы «Клоун Шалимар» (по одноимённому роману Салмана Рушди), первой нью-йоркской постановкой оперы Леонарда Бернстайна «Тихое место». Сотрудничал с композитором Руфусом Уэйнрайтом, в 2012 году дирижировал первым исполнением его оперы «Примадонна» в США, а в 2016 г. — её записью для компании Deutsche Grammaphon.
В 2017—2018 гг. совместно с театральным режиссёром Майклом Каунтсом руководил экспериментальной творческой мастерской в Принстонском университете. С 2022 г. преподаёт дирижирование в Мичиганском университете.
В 2022 году возглавил Монтерейский симфонический оркестр.